# پرت اند ویتنی ایکس-۱۸۰۰
پرت اند ویتنی ایکس-۱۸۰۰ (به انگلیسی: Pratt & Whitney X-1800) یک موتور هواگرد ساختِ کارخانهٔ پرت اند ویتنی در کشور ایالات متحده آمریکا است . 